# Museum van Deinze en de Leiestreek

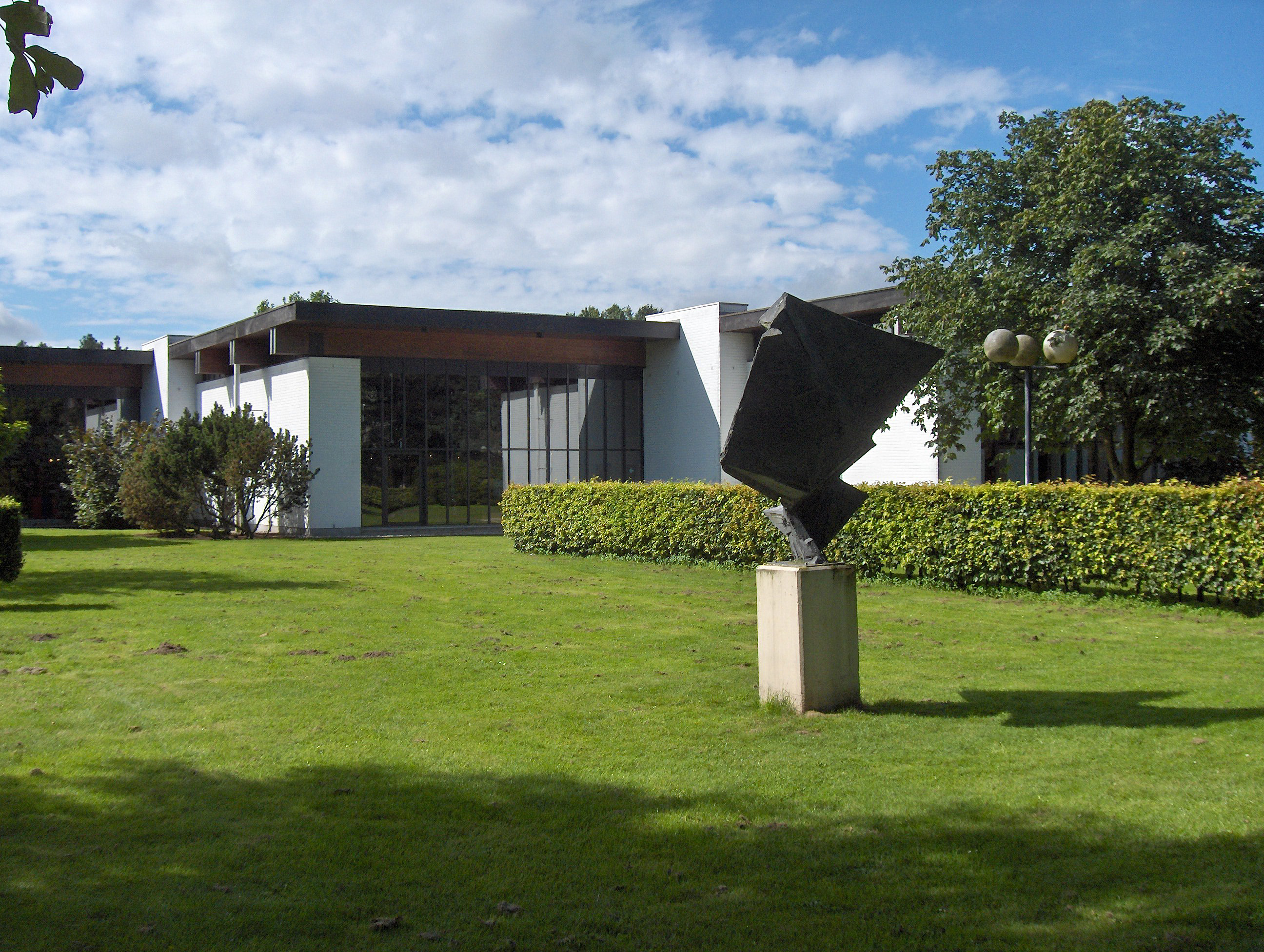
Museum van Deinze en de Leiestreek

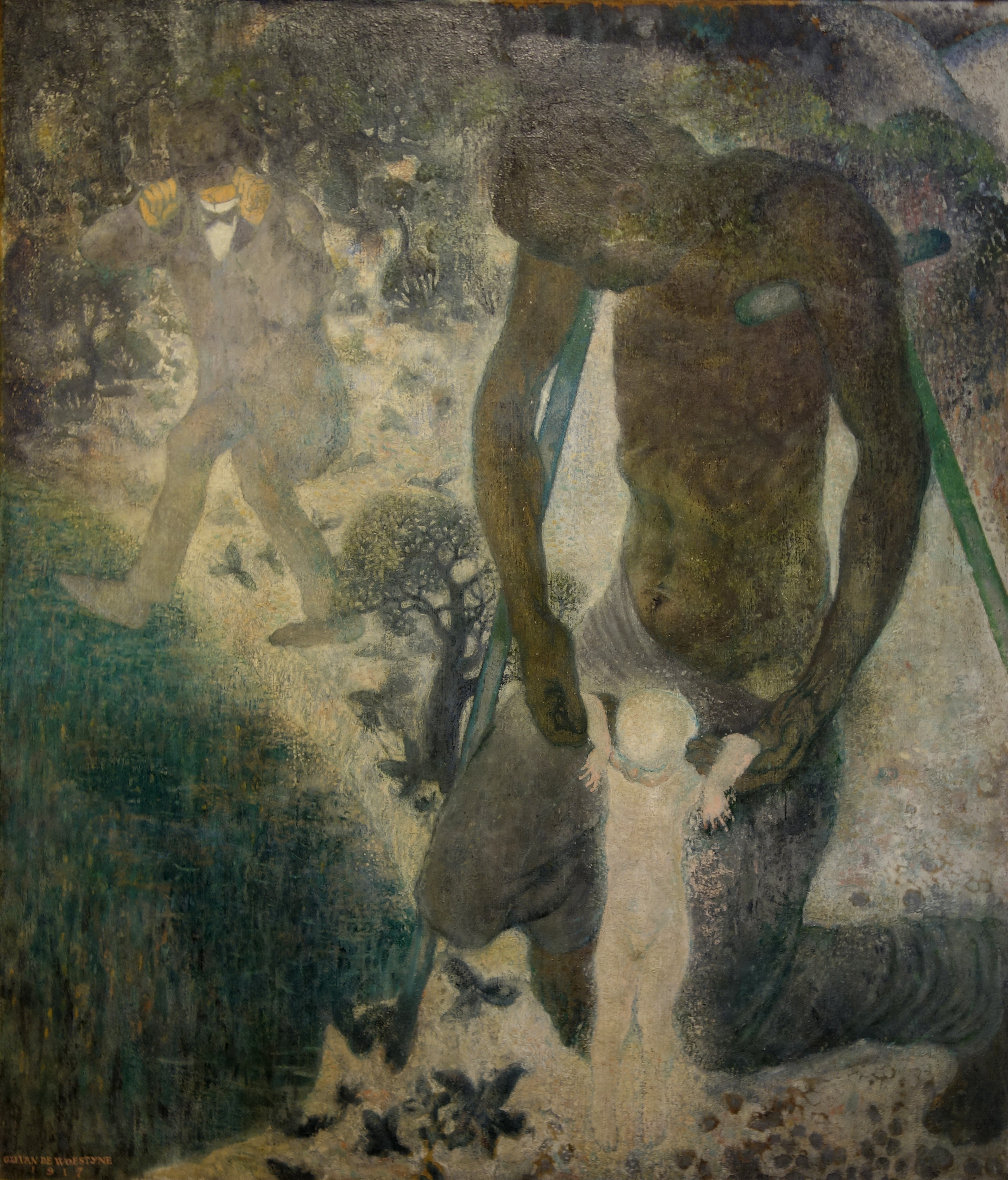
Gustave Van de Woesteyne, De moedwillige blinde en de kreupele die een kindje leren lopen, 1917-18

Het Museum van Deinze en de Leiestreek of mudel is een stedelijk museum voor beeldende kunst en volkskunde in de Belgische stad Deinze.

## Toelichting

### Ontstaan en werking
Het Stedelijk Museum van Deinze werd op 7 maart 1942 opgericht. De gift van het monumentale schilderij De bietenoogst door de weduwe van kunstschilder Emile Claus aan de stad Deinze in hetzelfde jaar was de directe aanleiding voor de opening van het museum. Het was de bedoeling uitsluitend werk van beeldende kunstenaars uit de Leiestreek met als kern werk van de Latemse School te verwerven en tentoon te stellen.
De via legaten en aankopen toenemende collectie noopte de stad tot een nieuwe locatie. Op 28 november 1981 werd het huidige in een groene omgeving gepland museum geopend.
In het museum vinden op regelmatige basis tijdelijke tentoonstellingen plaats.

### Inhoud van het museum
Het museum heeft twee afdelingen: plastische kunsten op het gelijkvloers en volkskunde op de verdieping.
De afdeling plastische kunsten heeft een collectie met werken van kunstenaars die in de Leiestreek gewoond of gewerkt hebben, onder wie Gustave Den Duyts, Leon De Smet, Gust De Smet, Modest Huys, George Minne, Albert Saverys, Constant Permeke, Roger Raveel, Albert Servaes, Frits Van den Berghe, Gustave van de Woestijne en Albijn Van den Abeele. Men vindt er uiteraard ook werk van Emile Claus, zowel uit zijn romantische periode als uit zijn impressionistische periode. Daarbij geldt als visitekaartje het werk Bietenoogst van Emile Claus. Dit werk heeft samen met Gustave Van de Woestynes De moedwillige blinde en de kreupele die een kindje wil leren lopen de status van topstuk.
De volkskundige afdeling bevat stukken uit de lokale folklore, nijverheid en geschiedenis met een gedicht van Guido Gezelle over Wontergem. Er zijn onder andere archeologische vondsten uit de omgeving en objecten die te maken hebben met het industrieel verleden van de streek te zien. Deinze was bekend door zowel de zijdenijverheid als de creatie van kinderwagens (Torck) en speelgoed.

## Galerij

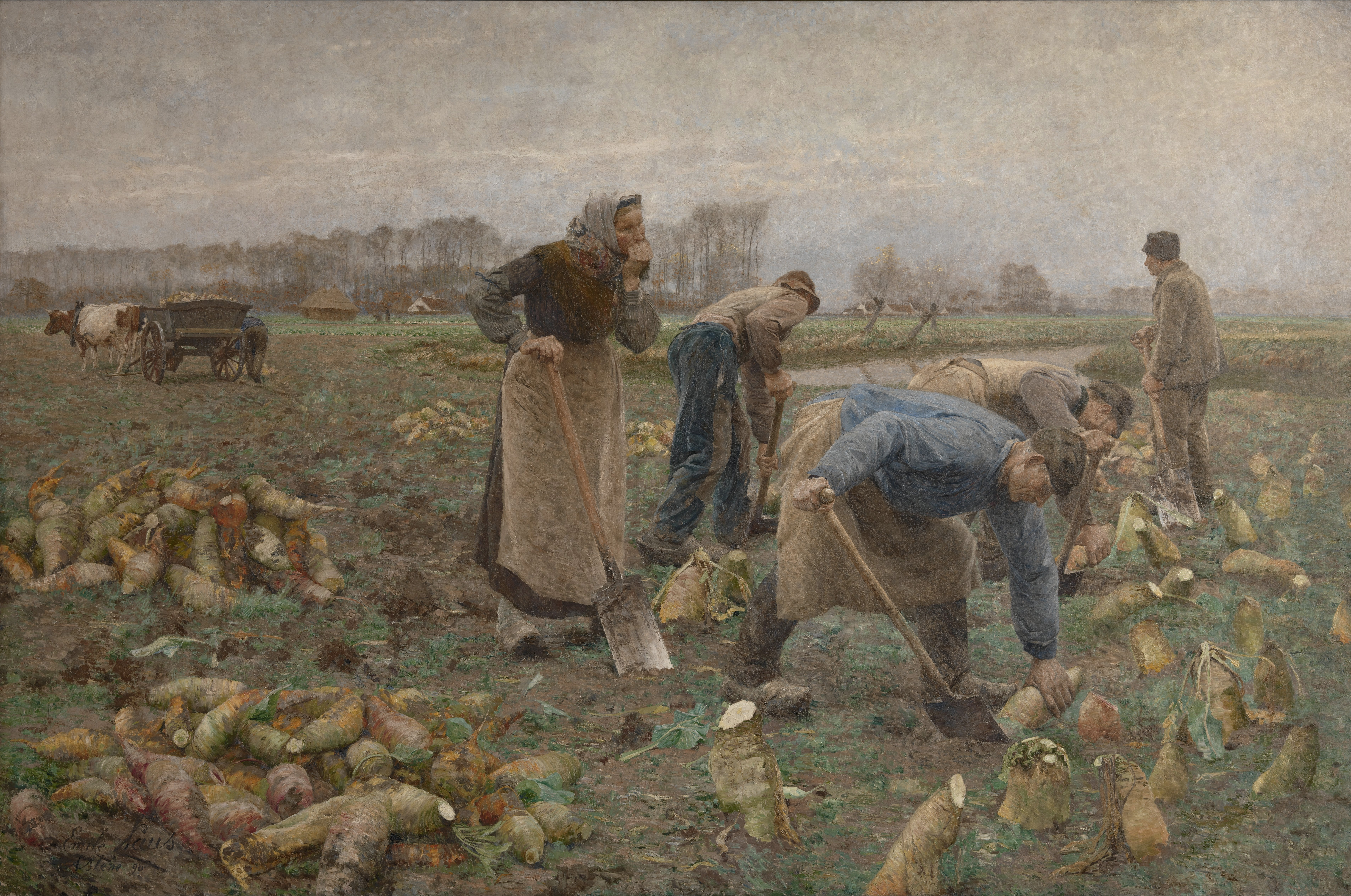
De bietenoogst
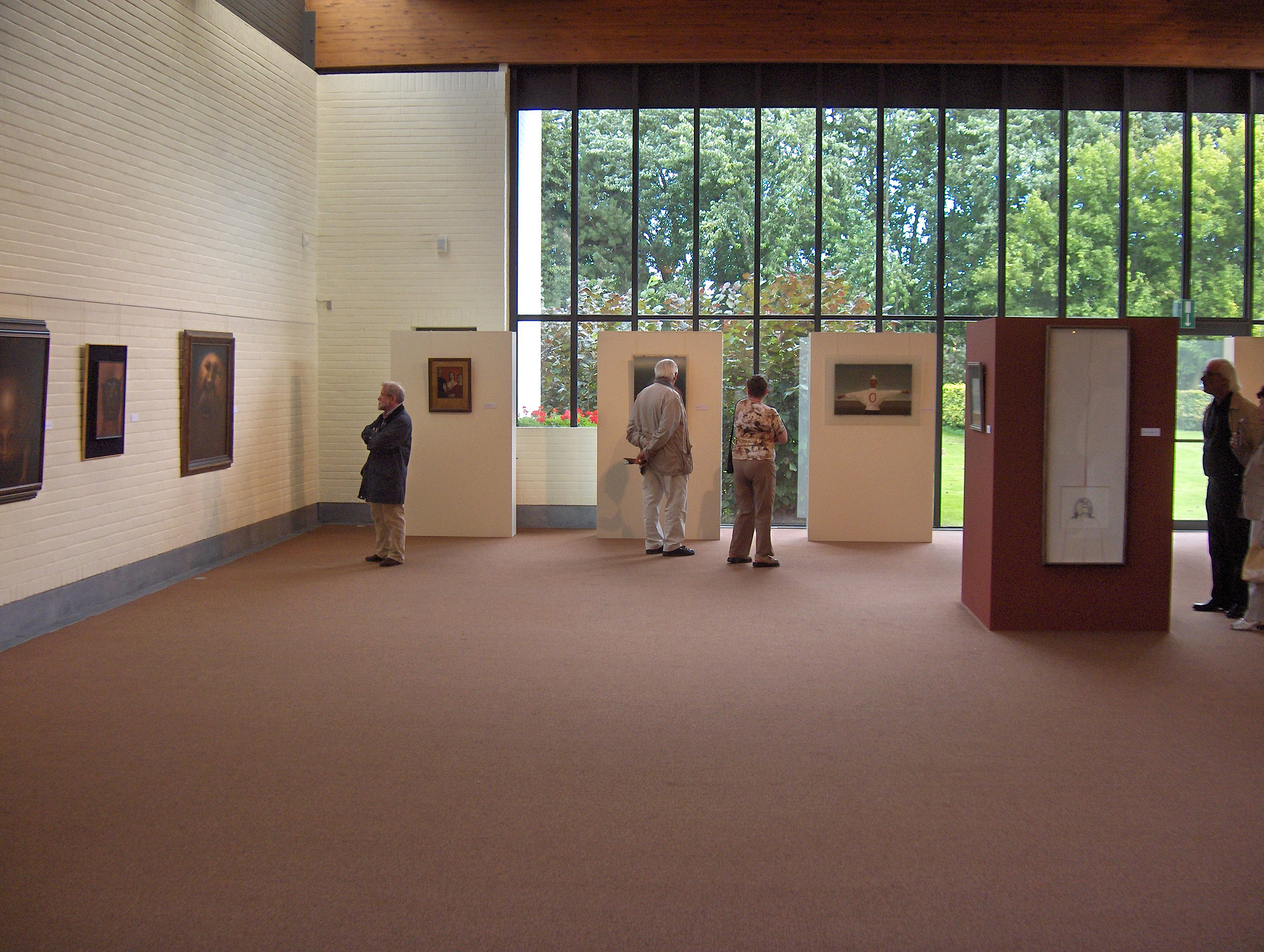
Binnengezicht in het museum
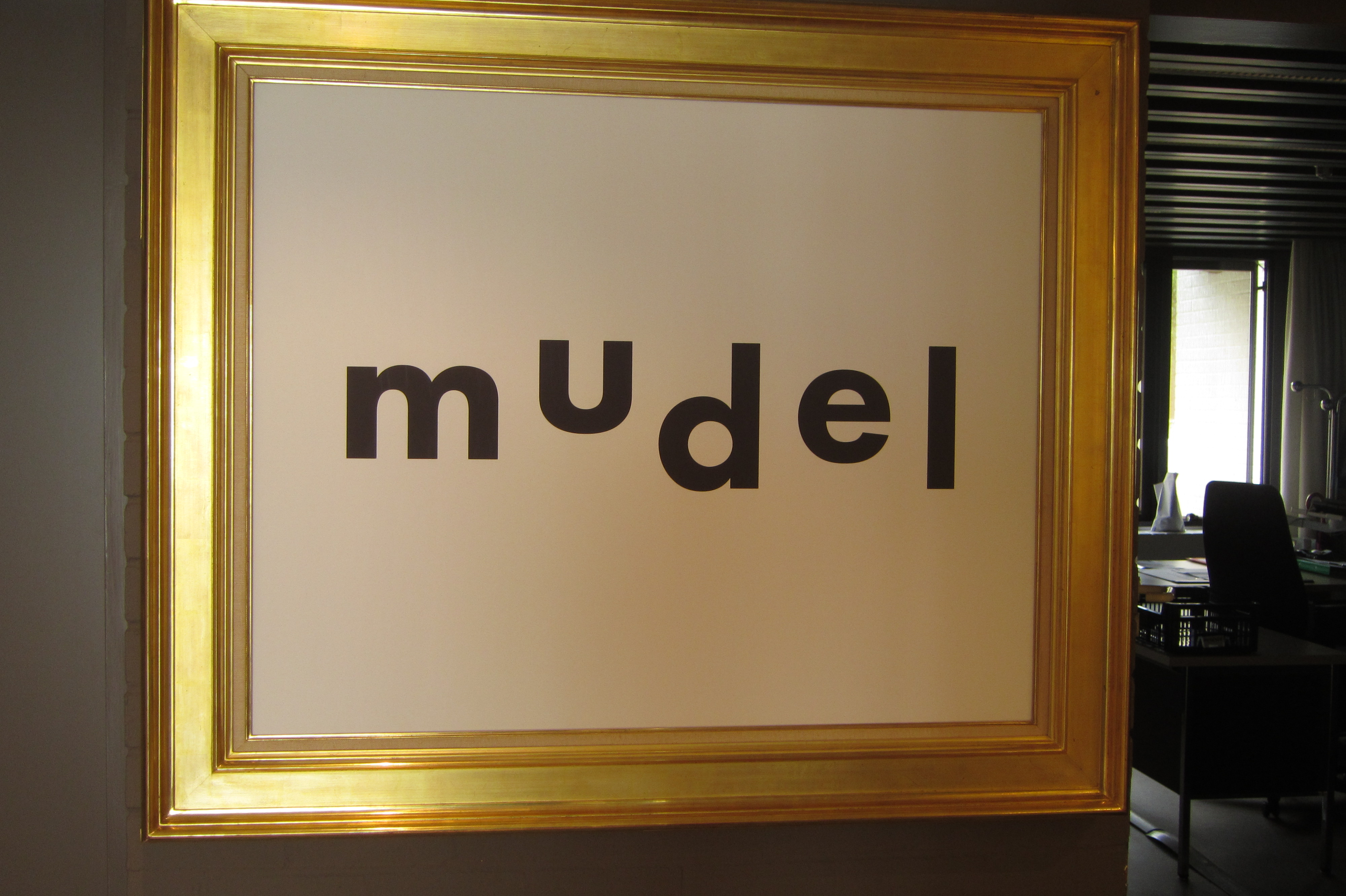
Logo Museum van Deinze en de Leiestreek